# HD 192699
HD 192699 és una estrella de la constel·lació d'Aquila. És una subgegant groga de la magnitud aparent 6,45, està a la distància de 220 anys llum. Si ens basam en la seva massa, que és 1,68 vegades la del Sol, és del tipus A de la seqüència principal.
L'abril de 2007 es va anunciar que un planeta orbitava aquesta estrella, juntament amb l'anunci de HD 175541 b i HD 210702 b.